# یانوخه
یانوخه (به لاتین: Janochy) یک روستا در لهستان است که در گمینا تروشن واقع شده‌است.